# Tracy Moseley
Tracy Moseley (Worcester, 12 april 1979) is een mountainbiker uit het Verenigd Koninkrijk. Moseley reed voornamelijk downhill-wedstrijden.
Op de Wereldbeker mountainbike 2006 won Moseley de eerste drie wedstrijden, en daarmee dat jaar ook het eindklassement. Ook in 2011 won ze de wereldbeker.
In 2014 en 2017 reed Moseley ook op het nationaal kampioenschap veldrijden in Groot-Brittannië.